# Gino Alucema
Gino Paolo Alucema Dinamarca (Viña del Mar, Chile, 26 de agosto de 1992) es un futbolista chileno que juega de mediocampista de contención, o de defensa. Actualmente milita en Magallanes de la Primera B de Chile.

## Trayectoria
En el torneo de Clausura de la Primera B 2012 jugó 13 partidos de titular, siendo en una ocasión elegido como figura del partido según la transmisión oficial de CDF.
También estuvo presente en 2 compromisos de Copa Chile. En 2012 el círculo de periodistas de la quinta región lo eligió como el deportista destacado del año.
En 2013, debuta en Primera con Everton, equipo con el que había logrado el ascenso el año anterior.

## Clubes
| Club                  | País  | Año       | PJ | Goles |
| --------------------- | ----- | --------- | -- | ----- |
| Everton               | Chile | 2011-2018 | 91 | 0     |
| Deportes Puerto Montt | Chile | 2019      | 24 | 0     |
| Magallanes            | Chile | 2020-2022 | 0  | 0     |
| Barnechea             | Chile | 2023-2024 |    |       |
| Magallanes            | Chile | 2025-Act. | 0  | 0     |

## Palmarés

### Campeonatos nacionales
| Título     | Club       | País  | Año  |
| ---------- | ---------- | ----- | ---- |
| Primera B  | Magallanes | Chile | 2022 |
| Copa Chile | Magallanes | Chile | 2022 |